# Desa Kaduagung (administrativ by i Indonesien, lat -6,27, long 106,49)
Desa Kaduagung är en administrativ by i Indonesien.   Den ligger i provinsen Jawa Barat, i den västra delen av landet, 40 km väster om huvudstaden Jakarta.